# Штидри, Фриц
Фриц Шти́дри (нем. Fritz Stiedry; 11 октября 1883, Вена — 8 августа 1968, Цюрих) — австрийский дирижёр.

## Биография
Обучался в Венском университете, а также в Академии музыки, после чего по рекомендации Густава Малера получил место ассистента Эрнста фон Шуха в Дрезденской опере, где работал в 1907—1908. В дальнейшем Штидри дирижировал в оперных театрах Познани, Праги, Нюрнберга и других городов, в 1914 возглавил Берлинскую оперу, за время работы в которой осуществил ряд заметных постановок, в том числе оперы «Кавалер роз» Рихарда Штрауса. После кратковременного пребывания в Вене, где Штидри продирижировал премьерой оперы Шёнберга «Счастливая рука», дирижёр вновь вернулся в Берлин. Совместно с Карлом Эбертом он вернул на сцену театра редкие оперы Верди, создал новую версию постановки «Кольца Нибелунга» Вагнера, осуществил ряд премьер. В 1932 году Штидри женился на австрийской певице и актрисе Эрике фон Вагнер, с которой в дальнейшем время от времени выступал вместе, в том числе как пианист-аккомпаниатор.
После прихода к власти нацистов в 1933 Штидри эмигрировал в СССР, где в течение нескольких лет руководил симфоническим оркестром Ленинградской филармонии, выступал как в Ленинграде, так и в Москве, 15 октября 1933 впервые продирижировал Первым фортепианным концертом Дмитрия Шостаковича (партию фортепиано исполнял сам композитор). 22 марта 1935 года, оркестром Ленинградской филармонии под его управлением была впервые исполнена Первая симфония Гавриила Попова. Интересно и то, что именно Фриц Штидри готовил к премьерному исполнению в 1936 году 4 симфонию Шостаковича. Как известно, автор снял симфонию с исполнения, предположительно по политическим мотивам. По другим сведениям, автор был недоволен репетиционной работой Ф.Штидри, что, однако, вызывает некоторые сомнения и дискуссии.
В 1937 г. от иностранных дирижёров, работавших в СССР, потребовали принять советское гражданство, и Штидри, который летом 1937 года находился в отпуске, в Австрии, неожиданно для себя получил письмо из Москвы с информацией о том, что его контракт не будет продолжен. В отличие от Оскара Фрида, оставшегося в СССР, Штидри при содействии Арнольда Шёнберга перебрался в США. В Нью-Йорке Штидри создал оркестр «Новые друзья музыки» (New Friends of Music Orchestra), основу репертуара которого составили сочинения Баха и композиторов венского классицизма: Гайдна и Моцарта, многие из которых под управлением Штидри прозвучали впервые. Помимо классических, оркестр исполнял также современные произведения. Так, этот коллектив дал премьеру Второй камерной симфонии Шёнберга. В середине 1940-х Штидри вновь обратился к оперному дирижированию, работая сначала в Чикаго, а в 1946 дебютировал в театре «Метрополитен-опера» постановкой оперы Вагнера «Зигфрид». Публика и критика приняли дирижёра с одобрением, и он проработал в театре ещё двенадцать сезонов, осуществив более 250 представлений опер Моцарта, Верди, Вагнера и других композиторов. Среди заметных постановок Штидри этого периода — «Орфей и Эвридика» Глюка, «Фиделио» Бетховена и ряд других опер.
В 1958 году американские контракты Штидри закончились, и он вместе с женой вернулся в Европу, проведя последнее десятилетие жизни в Цюрихе.
Штидри — представитель классической австрийской дирижёрской школы, его интерпретации отличались пылким темпераментом, соединённым с логикой и чувством формы. Кирилл Кондрашин вспоминал:

Штидри — ученик Малера, в общем, малерьянец, дирижёр очень интересный, особенно в немецкой романтической музыке типа Вагнера, Брукнера, Малера. Но и Моцарта он делал очень интересно, хотя и очень своеобразно. Надо сказать, что Штидри правил карандашом буквально каждый такт партитуры, но вмешивался так мудро! На первый взгляд казалось, что он нарушает Моцарта: превращал четверти, написанные у Моцарта в конце фразы, в восьмые, но это было совершенно логично. <…> Немножко он увлекался таким вот чрезмерно острым ритмическим рисунком, но надо сказать, что результаты были блестящие.